# Секс і 101 смерть
«Секс і 101 смерть» (англ. Sex and Death 101) — це американський науково-фантастичний фільм з чорним гумором 2007 року.

## Сюжет
Життя хлопця зосереджене навколо листа, у якому перераховані всі дівчата, з якими у нього був чи буде секс. Він слідує списку і перелік любовних пригод збільшується. Усе продовжується безтурботно доти, доки він не закохується. І йому не пощастило, що саме вона виявилася міцним горішком і володіє страшною таємницею.

## Касові збори
Під час показу в Україні, що розпочався 25 жовтня 2007 року, протягом перших вихідних фільм демонстрували на 18 екранах, що дозволило йому зібрати $72,859 і посісти 4 місце в кінопрокаті того тижня. Фільм опустився на шосту сходинку українського кінопрокату наступного тижня, адже демонструвався вже на 11 екранах і зібрав за ті вихідні ще $51,954. Загалом фільм в кінопрокаті України пробув 4 тижні і зібрав $205,804, посівши 66 місце серед найбільш касових фільмів 2007 року.